# Amfiteatr im. Ignacego Jana Paderewskiego w Koszalinie

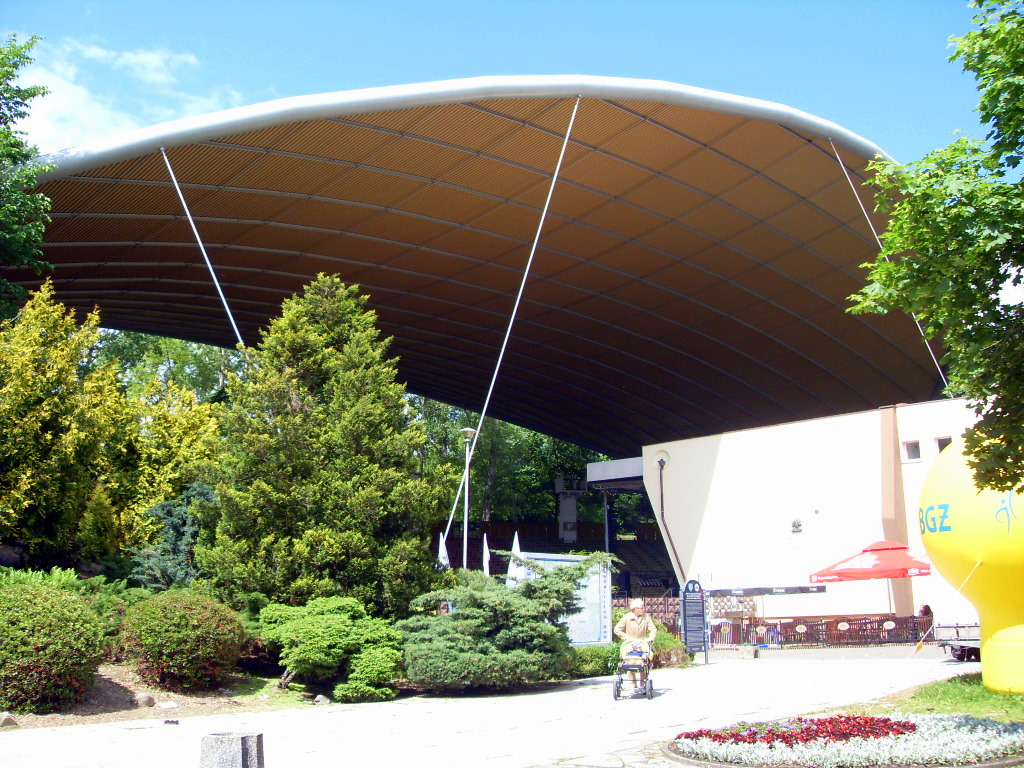
Amfiteatr w Koszalinie

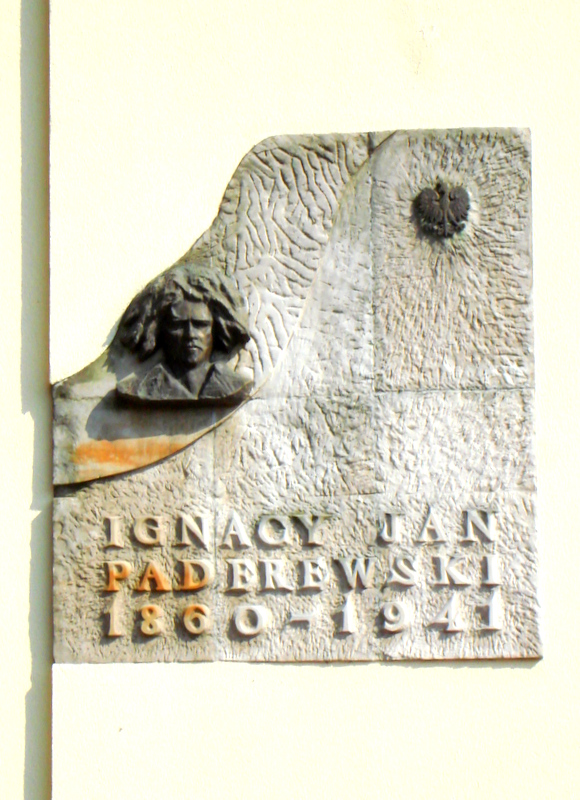
Tablica upamiętniająca Ignacego Paderewskiego

Amfiteatr im. Ignacego Jana Paderewskiego w Koszalinie – obiekt widowiskowy w Koszalinie, wybudowany w 1973 roku i całkowicie odnowiony w latach 2019–2021. Jest położony w Parku przy Amfiteatrze. Twórcami projektu w pierwotnej wersji byli Marian Czerner i Andrzej Katzer, którzy otrzymali zlecenie zaprojektowania miejsca, gdzie będzie mógł się odbywać istniejący od 1970 Festiwal Chórów Polonijnych. Wykorzystując naturalne ukształtowanie terenu zaprojektowali amfiteatr składający się z budynku, w którym obecnie mieści się scena i widownia na 4206 miejsc. Wykonawcą inwestycji było Koszalińskie Przedsiębiorstwo Budowlane, a pracami kierował inż. Andrzej Boniek. Niegdyś największy amfiteatr w Polsce.
W związku z planami, aby Koszalin w 1975 był stolicą dożynek krajowych, jedną z inwestycji było dobudowanie do istniejącego amfiteatru zadaszenia. Jan Filipkowski, profesor Wyższej Szkoły Inżynierskiej w Koszalinie zaprojektował jedyny w swoim rodzaju dach. W zamyśle projektanta lekki łuk wsparty na rozciągniętych linach ma symbolizować tęczę, jest to unikatowe rozwiązanie, które sprawia, że zadaszenie zdaje się unosić w powietrzu. W ścianę budynku zawierającego scenę i rozkładany ekran wmurowano tablicę upamiętniającą patrona amfiteatru Ignacego Jana Paderewskiego.
Na koszalińskiej scenie co trzy lata odbywa się Festiwal Chórów Polonijnych (od 1970), a corocznie Festiwal Kabaretu (od 1995), Festiwal Rockowy Generacja oraz Festiwal Muzyki Disco (od 2010 noszący nazwę Disco Bandżo).